# Trivor
Trivor to jeden ze szczytów grupy Hispar Muztagh w Karakorum. Leży w północnym Pakistanie. Jego wysokość, w zależności do źródeł wynosi 7577 lub nawet 7728 m.
Odnotowano tylko dwa udane wejścia; pierwsze miało miejsce w 1960 r., autorami byli Wilfrid Noyce, Jack Sadler, członkowie brytyjsko-amerykańskiej ekspedycji.